# Dan Vadis
Dan Vadis, właśc. Constantine Daniel Vafiadis (ur. 3 stycznia 1938 w Szanghaju, w Chinach, zm. 11 czerwca 1987 w Lancaster, w stanie Kalifornia) – amerykański aktor filmowy i telewizyjny, kaskader i kulturysta pochodzenia greckiego.

## Życiorys
W 1954 został odkryty przez aktorkę Maę West, która zaproponowała mu dołączenie do jej grupy modeli – kulturystów (jego kolegami byli Gordon Mitchell, Mickey Hargitay i Reg Lewis) w show w Sahara Hotel w Las Vegas. Po odbyciu służby wojskowej jako marynarz w United States Navy, Vadis debiutował w filmie Kolos areny (Maciste, il gladiatore più forte del mondo, 1962) u boku Marka Foresta.
Jego przyjacielem i mentorem był Gordon Mitchell, z którym przeniósł się do Włoch i rozpoczął karierę filmową we włoskich niskobudżetowych filmach z cyklu płaszcza i szpady.
Grywał potem w większości czarne charaktery w dreszczowcach lub spaghetti westernach. Przyjaźń z Clintem Eastwoodem sprawiła, że zdobył przyczółek w Hollywood, gdzie pojawił się w kilku jego filmach: Mściciel (High Plains Drifter, 1973), Wyzwanie (The Gauntlet, 1977) i Bronco Billy (1980).
Zmarł w wieku 49 lat, 11 czerwca 1987 w Lancaster w Kalifornii w samochodzie, na pustyni – nieumyślnie przedawkował narkotyki, zatruł się etanolem w połączeniu z morfiną i heroiną.

## Filmografia

### filmy fabularne
- 1962: Maciste, gladiator najsilniejszy na świecie (Maciste, il gladiatore più forte del mondo) jako Sidon
- 1962: Rebel gladiatorów (Ursus, il gladiatore ribelle) jako Ursus
- 1963: Piraci rzek Missisipi (Die Flußpiraten vom Mississippi) jako Blackfoot
- 1963: Dziesięć gladiatorów (I dieci gladiatori) jako Roccia / The Rock
- 1964: Herkules niezwyciężony (Ercole l'invincibile) jako Herkules
- 1964: Zorikan Barbarzyńca (Zorikan lo sterminatore) jako Zorikan
- 1964: Triumf Herkulesa (Il trionfo di Ercole) jako Herkules
- 1964: Triumf dziesięciu gladiatorów (Il trionfo dei dieci gladiatori) jako Roccia
- 1964: Niezwyciężonych dziesięciu gladiatorów (Gli invincibili dieci gladiatori) jako Gladiator Roccia
- 1965: Dziki Dziki Zachód (The Wild Wild West) jako Brodaty giermek
- 1965: Gamoń (Le corniaud)
- 1966: Deguello (Degueyo) jako Ramon
- 1966: Kommisarz X – Trzy żółte koty (Kommissar X – Drei gelbe Katzen) jako Król
- 1966: Za kilka dolarów więcej (Per pochi dollari ancora) jako Riggs
- 1967: Powrót nieznajomego (Un Uomo, un cavallo, una pistola) jako Pełny
- 1968: Łowcy skalpów (The Scalphunters) jako Yuma
- 1969: Bóg wybaczy mi mój pistolet (Dio perdoni la mia pistola) jako Martin
- 1973: Synowie szeryfa (Cahill U.S. Marshal) jako Brownie
- 1973: Mściciel (High Plains Drifter) jako Dan Carlin
- 1977: Wyzwanie (The Gauntlet) jako Biker
- 1977: Biały bizon (The White Buffalo) jako Przystojniak
- 1978: Starsky i Hutch (serial telewizyjny) (Starsky and Hutch) jako Cardwell
- 1978: Każdy sposób jest dobry (Every Which Way But Loose) jako Frank
- 1979: Pan Horn (Mr. Horn, TV) jako Gene Laughoff
- 1980: Bronco Billy jako Wódz Big Eagle
- 1980: Jak tylko potrafisz (Any Which Way You Can) jako Frank
- 1983: Siedmiu wspaniałych gladiatorów (I sette magnifici gladiatori) jako Nicerote